# Кјабрери-Карона (Кунео)
Кјабрери-Карона је насеље у Италији у округу Кунео, региону Пијемонт.
Према процени из 2011. у насељу је живело 7 становника. Насеље се налази на надморској висини од 962 м.